# Det legende menneske
Det legende menneske er en dansk dokumentarfilm fra 1986 med instruktion og manuskript af Jørgen Leth. Jørgen Leth lavede filmen på opfordring fra Lego, der gav ham helt frie hænder til en facetteret og poetisk beskrivelse af temaet.

## Handling
Et personligt essay om børn og voksnes leg verden over. Instruktøren har optaget filmen i forskellige lande og kulturer: Bali, Brasilien, Kina, Danmark, England, Haïti, Spanien og USA. Filmen er inddelt i 9 kapitler med i alt 61 scener.